# Coudray (Eure)
Coudray település Franciaországban, Eure megyében. Lakosainak száma 217 fő (2022. január 1.). Coudray Lisors, Mesnil-Verclives, Puchay és Saussay-la-Campagne községekkel határos.

## Népesség
A település népességének változása:
| Lakosok száma | 193  | 170  | 188  | 221  | 216  | 220  | 218  | 218  | 217  | 217  |
|               | 1968 | 1982 | 1990 | 2006 | 2013 | 2015 | 2017 | 2019 | 2020 | 2022 |